# Súng cối

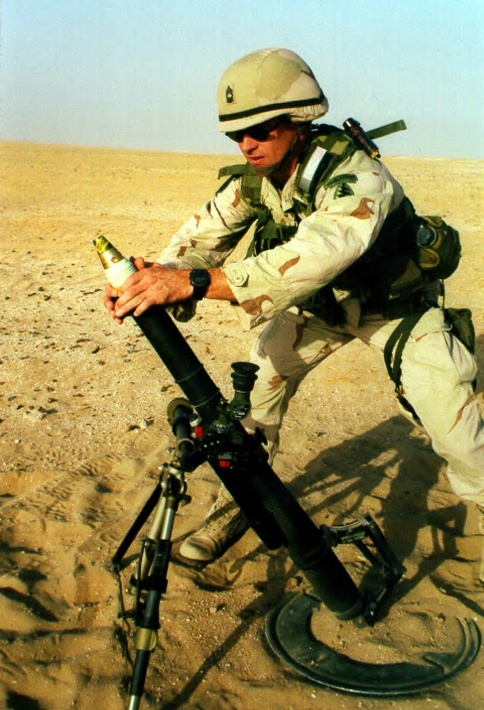
Binh sĩ Mỹ đang thao tác bắn súng cối M224 - 60 mm

Súng cối, hay pháo cối, cũng gọi là bích kích pháo là một loại trong bốn loại hoả pháo cơ bản của pháo binh (pháo nòng dài, lựu pháo, pháo phản lực và súng cối).
Đặc điểm rất riêng của súng cối là nòng súng cối không có khương tuyến (nòng trơn), quỹ đạo bắn là một hình cầu vồng có góc bắn (góc giữa mặt phẳng ngang và trục nòng pháo) rất lớn (thường trên 45 độ), quỹ đạo hình cầu vồng dựng đứng hay người ta thường nói là bắn theo kiểu đạn treo.
Đạn súng cối là loại đạn có sơ tốc lực đẩy nhỏ không có cáp tút (tiếng Pháp: cartouche). Chuyển động phóng là nhờ liều thuốc cháy trong phần trên các cánh dẫn hướng. Vì là loại đạn sơ tốc nhỏ nên súng cối chỉ để tác chiến đánh từ gần đến trung và rất hiệu quả trong đánh gần, có thể tiêu diệt các mục tiêu bị khuất lấp bởi vật cản đồng thời nó có thể bắn ra từ vị trí được che chắn tốt. Vì có khối lượng nhỏ nên nó cũng là loại hỏa lực trợ chiến cho bộ binh rất thông dụng và hiệu quả.
Bộ binh thường mang súng cối đi theo đội hình để làm hỏa lực đi kèm. Súng cối khác với các loại súng pháo khác là thường nạp đạn từ phía trước nòng. Chính điều này cho phép thao tác bắn tuy đơn giản mà tốc độ bắn lại rất nhanh.

## Cấu tạo
Cấu tạo của súng cối rất đơn giản gồm ba phần chính:
- Nòng súng: thông thường từ 60 mm đến 120 mm, nòng nhẵn (không có khương tuyến) và nòng thường ngắn cho phép xạ thủ nạp đạn từ miệng nòng, vì đạn không có cáp tút nên không có hệ thống quy lát ở phía cuối nòng. Đạn tự bị kích cháy bay đi nên xạ thủ không cần động tác phát hoả.
- Bàn đế: Là bộ phận chịu lực giật lại của súng cối khi bắn. Đây là một mảng kim loại (hoặc hợp kim) có khối lượng rất lớn, thường có hình dạng là hình tròn hoặc hình vuông (hay hình chữ nhật). Đối với các súng cối loại nhỏ trong chiến đấu khi bắn ứng dụng xạ thủ có thể dùng tay giữ nòng chống xuống đất bắn, tức là bắn cối không cần bàn đế.
- Giá chân: Thường là giá ba chân trên đó có các thiết bị điều chỉnh góc bắn và kính quang học để ngắm bắn. Khi chiến đấu bắn ứng dụng có thể không cần giá chân súng với súng loại nhỏ.

## Lịch sử

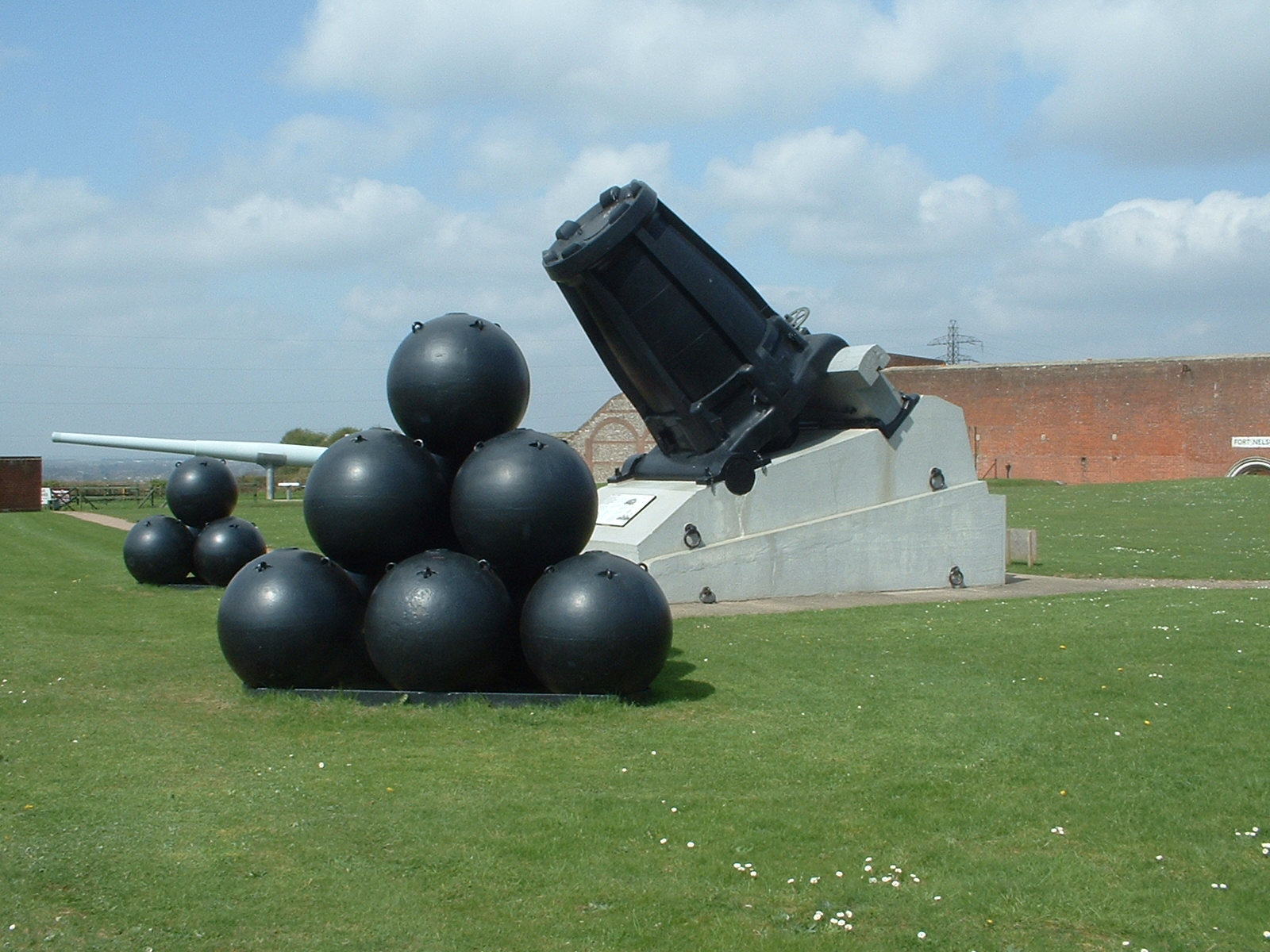
Súng cối Mallet cỡ nòng 915 mm tại Pháo đài Nelson, Bảo tàng chiến tranh của Anh

Súng cối đã tồn tại từ hàng trăm năm, đầu tiên được dùng trong những trận công thành. Khi đó, chúng là những cấu trúc sắt cồng kềnh, nặng nề và rất khó di chuyển. Cấu tạo đơn giản, súng cối thời đó chỉ là những cái thùng gang gợi nhớ đến chuyện đun nấu và nghiền giã. Tên của súng cối (tiếng Anh là mortar, nghĩa là "cối giã", hoặc "vữa", "hồ") bắt nguồn từ đó. Baron Menno van Coehoorn sáng tạo ra súng cối có khả năng cơ động năm 1674 trong trận công thành Grave. Súng này nặng khoảng 180 pound Anh (tương đương 90 kg) và sau đó được hai phe Nam, Bắc sử dụng trong Nội chiến Mỹ.

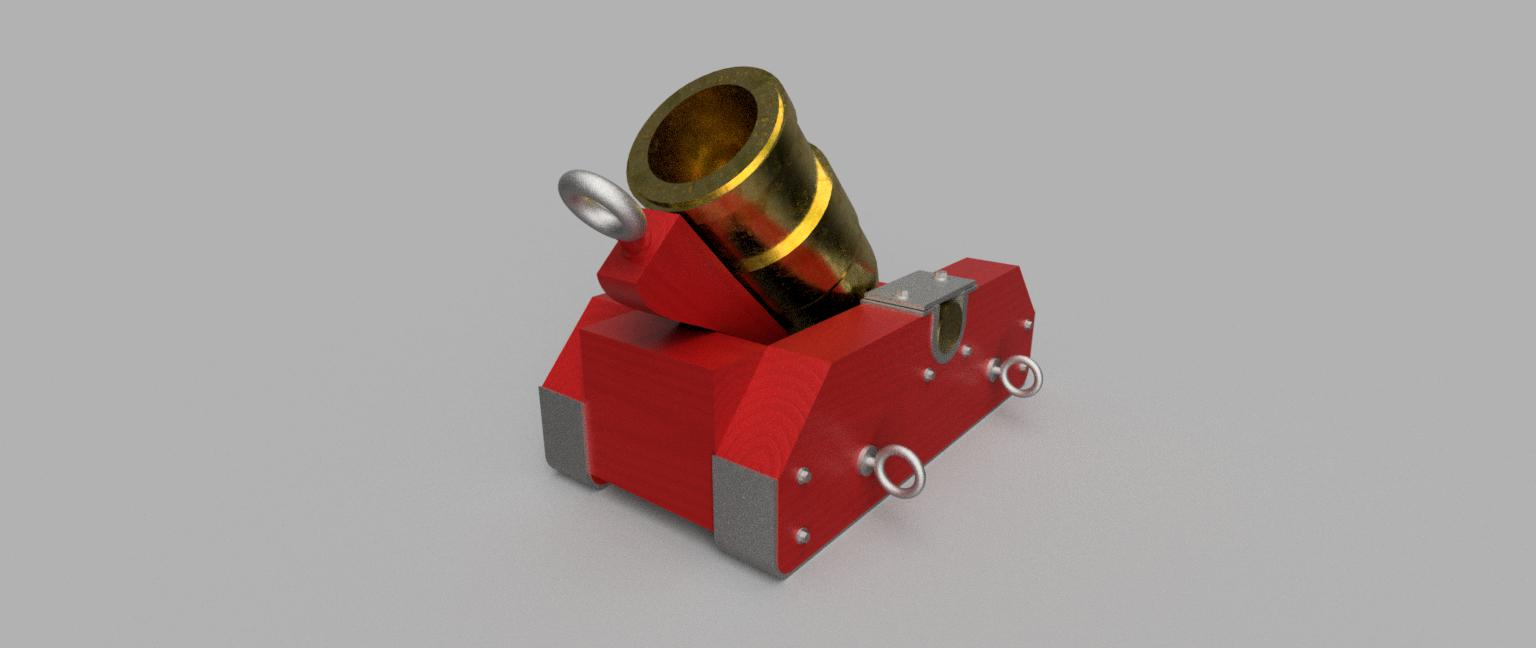
Mô phỏng 3D một cố Biều Pháo/ Xung Tiêu Pháo. Đông Nguyễn, Kaovjets Ngujens (2023). Lôi Động, Tinh Phi. NXB Dân Trí.

Tại Việt Nam, không muộn hơn thế kỷ 17, nước ta đã trang bị các loại súng cối, gọi tên là Biều Pháo 瓢礮 (“pháo bầu” - xuất phát từ hình dáng của nòng pháo ngắn và mập), sau đến thời Minh Mạng đổi tên thành Xung Tiêu Pháo 衝霄礮 (“pháo hướng khoảng không”). Cỗ súng lớn nhất được quy định có đường kính Pháo Tâm là 8 tấc 7 phân (~ 400 mm). Cỗ Xung Tiêu Pháo có đường kính nòng nhỏ nhất là 2 tấc 3 phân (~ 106 mm). Kích thước này tương đương với các súng cối Coehorn của Phương Tây - loại súng cối nhỏ gọn, có thể khiêng bởi hai người. 
Súng cối hiện đại ra đời trong Chiến tranh thế giới thứ nhất năm 1915 do Nam tước Wilfred Stokes, một người Anh sáng chế. Khẩu cối Stokes chỉ cần mang vác bởi một người. Người Đức cũng phát triển các kiểu súng cối có cỡ nòng từ 7.58 cm đến 25 cm để đối trọng lại với những khẩu cối Stokes của người Anh. Súng cối tỏ ra đặc biệt hữu dụng trong các chiến hào bùn lầy, ẩm ướt ở chiến trường châu Âu trong Chiến tranh thế giới thứ nhất. Súng cối được đánh giá cao bởi nó có thể bắn đạn rơi thẳng đứng xuống chiến hào đối phương, điều mà pháo binh thông thường không thể làm được. Các loại súng cối được cải tiến nhiều ngay trong Chiến tranh thế giới thứ nhất. Chúng trở nên nhẹ, dễ thích ứng, vận hành đơn giản và tương đối chính xác. Mặt khác súng cối cho phép bộ binh tạo ra hỏa lực mạnh tức thì tương đương pháo binh.
Trong thập niên 1930, Edgar Brandt (một kĩ sư người Pháp) đã chế tạo ra được loại súng cối có nòng từ 45 mm tới 155 mm dựa trên mẫu cối Stokes của  Wilfred Stokes. Được hoàn thiện liên tục, 2 mẫu súng cối là súng cối Stokes (1915) và súng cối Brandt (1927, được hiện đại hóa vào năm 1931) được coi là xuất phát điểm của mọi loại súng cối hiện đại.

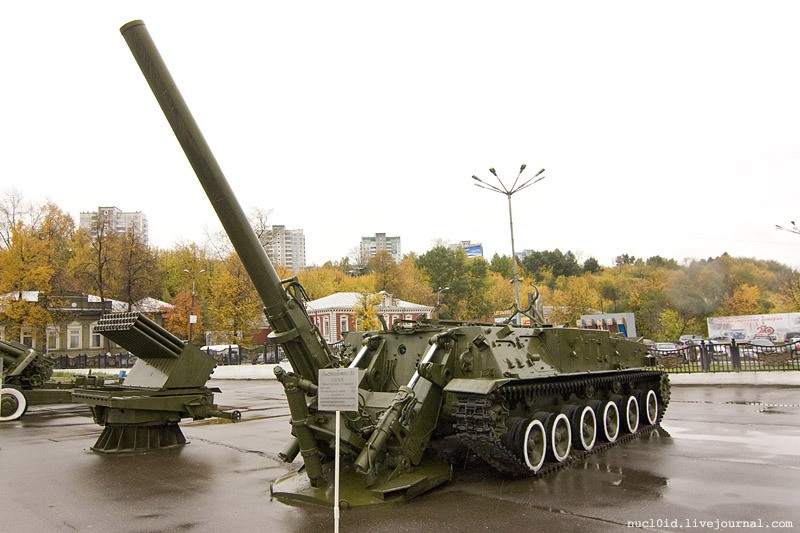
Cối tự hành 240 mm của Liên Xô

Những khẩu súng cối lớn nhất đã được chế tạo là khẩu "Quái vật" của Pháp do Henri-Joseph Paixhans phát triển năm 1832, khẩu Mallet phát triển bởi Woolwich Arsenal ở London năm 1857, và khẩu "tiểu David" được chế tạo ở Mỹ trong Chiến tranh thế giới thứ hai. Các súng cối trên đều có cỡ nòng là 36 inch (915 mm – gần một mét). Chỉ có một khẩu "Quái vật" được đưa vào sử dụng tại trận đánh ở Antwerp, Bỉ năm 1832.